# Mika Myllylä
Mika Kristian Myllylä (Haapajärvi, 12 de octubre de 1969–Kokkola, 5 de julio de 2011) fue un deportista finlandés que compitió en esquí de fondo.
Participó en tres Juegos Olímpicos de Invierno, entre los años 1992 y 1998, obteniendo en total seis medallas: tres en Lillehammer 1994, plata en 50 km y bronce en 30 km y el relevo (junto con Harri Kirvesniemi, Jari Räsänen y Jari Isometsä), y tres en Nagano 1998, oro en 30 km y bronce en 10 km y el relevo (junto con Harri Kirvesniemi, Sami Repo y Jari Isometsä).
Ganó nueve medallas en el Campeonato Mundial de Esquí Nórdico entre los años 1995 y 1999.

## Palmarés internacional
| Juegos Olímpicos   | Juegos Olímpicos      | Juegos Olímpicos  | Juegos Olímpicos            |
| Año                | Lugar                 | Medalla           | Prueba                      |
| ------------------ | --------------------- | ----------------- | --------------------------- |
| 1994               | Lillehammer (Noruega) | Medalla de plata  | 50 km                       |
| 1994               | Lillehammer (Noruega) | Medalla de bronce | 30 km                       |
| 1994               | Lillehammer (Noruega) | Medalla de bronce | Relevo 4 × 10 km            |
| 1998               | Nagano (Japón)        | Medalla de oro    | 30 km                       |
| 1998               | Nagano (Japón)        | Medalla de bronce | 10 km                       |
| 1998               | Nagano (Japón)        | Medalla de bronce | Relevo 4 × 10 km            |
| Campeonato Mundial |                       |                   |                             |
| Año                | Lugar                 | Medalla           | Prueba                      |
| 1995               | Thunder Bay (Canadá)  | Medalla de bronce | 10 km                       |
| 1997               | Trondheim (Noruega)   | Medalla de oro    | 50 km                       |
| 1997               | Trondheim (Noruega)   | Medalla de plata  | 12,5 km+12,5 km persecución |
| 1997               | Trondheim (Noruega)   | Medalla de plata  | Relevo 4 × 10 km            |
| 1997               | Trondheim (Noruega)   | Medalla de bronce | 10 km                       |
| 1999               | Ramsau (Austria)      | Medalla de oro    | 10 km                       |
| 1999               | Ramsau (Austria)      | Medalla de oro    | 30 km                       |
| 1999               | Ramsau (Austria)      | Medalla de oro    | 50 km                       |
| 1999               | Ramsau (Austria)      | Medalla de plata  | 12,5 km+12,5 km persecución |